# سهره رنگین
سهره رنگین (نام علمی: Emblema pictum)، یک گونه رایج از سهرگان ریز است که در استرالیا یافت می‌شود. سهره رنگین نام خود را به دلیل خال‌های قرمز و سفید و خالدار زیر اندام نر و ماده به دست آورد. نام لاتین (Emblema pictum) از emblema به معنای موزاییک یا کار منبت گرفته شده‌است و pictum از کار لاتین pictus به معنای نقاشی‌شده (از pingere به معنی رنگ کردن) گرفته شده‌است. نام‌های دیگر عبارتند از سهره ابلما، سهره کوهی و دم‌آتشی رنگین. سهره رنگین پرنده محبوبی است که در اسارت و در قفس پرندگان حیاط خلوت نگهداری می‌شود.